# Phanocloidea muricata
Phanocloidea muricata är en insektsart som först beskrevs av Hermann Burmeister 1838.  Phanocloidea muricata ingår i släktet Phanocloidea och familjen Diapheromeridae. Inga underarter finns listade i Catalogue of Life.